# Hugo Puttaert
Hugo Puttaert (Brussel, 3 april 1960) is een Belgisch grafisch ontwerper en docent.

## Biografie[1]

### Studie en vroege carrière
Hugo Puttaert studeerde Vrije Grafiek aan Sint-Lukas Brussel en een lerarenopleiding aan Sint-Lucas Gent (thans deel van LUCA School of Arts). Kort na zijn afstuderen in 1981 gaat hij aan de slag als leraar aan de Stedelijke Academie voor Beeldende Kunsten te Halle.
Al tijdens zijn studie stelt hij zijn grafisch werk tentoon in verschillende culturele centra en galerieën. Gefascineerd door het tussengebied tussen vrije en toegepaste kunst, combineert hij reeds in het midden van de jaren tachtig traditionele grafische technieken met digitale technologieën en begint hij meer toegepast grafisch werk (affiches, brochures en huisstijlen) te maken. Onder meer via zijn werk voor IT-bedrijf Dolmen mocht hij vanuit een bevoorrechte positie de opgang van desktoppublishing in België mee vormgeven.
Zijn aandacht voor vrij én toegepast grafisch werk blijft bestaan tot eind jaren 80, wanneer hij resoluut kiest voor grafisch ontwerp. Niettemin is zijn interesse voor de diverse artistieke disciplines onverminderd gebleven, waardoor hij steeds een hybride parcours is blijven volgen en een brede kijk op het ontwerpvak heeft ontwikkeld .

### Ontwerpstudio
In 1990 richt Puttaert zijn eigen ontwerpstudio op: Visionandfactory. Aanvankelijk werkt de studio vooral voor commerciële opdrachtgevers. Het bureau legt zich toe op huisstijlen en visuele communicatiestrategieën. Onder meer door de boom in de IT-sector kan Visionandfactory uitgroeien tot een -naar Belgische normen- groot ontwerpbureau. Na het barsten van de internetzeepbel in 2000 begint de studio meer voor klanten uit de culturele sector te werken. Enkele jaren later neemt Puttaert bewust de beslissing om zijn studio af te bouwen tot een kleinere entiteit. Thans werkt hij afwisselend in Brussel en Antwerpen en is zijn studio in Sint-Jans-Molenbeek een werkplek geworden voor ontwerp en onderzoek en een ontmoetingsplek voor internationale contacten en stagiairs. Zijn huidige ontwerppraktijk situeert zich voornamelijk in projecten in de publieke ruimte, in boekprojecten, vaak in samenwerking met kunstenaars, recensies en editorial design. 

### Bijkomende functies
Naast grafisch ontwerper is Puttaert ook docent aan Sint Lucas Antwerpen, het departement kunsten van de Karel de Grote-Hogeschool. Hij was er van 2012 tot 2019 hoofd van de afstudeerrichting Grafisch Ontwerp, doceert er in de masteropleiding en was onderzoeker binnen het platform De Hybride Ontwerper. Hij initieerde er ook het publicatieplatform YellowPress. Hij is tevens docent aan het Plantin Instituut voor Typografie en gastdocent aan La Cambre. Hij treedt ook geregeld op als gastdocent en spreker in binnen- en buitenland.
Van 2007 tot 2019 was Puttaert de initiator en organisator van de tweejaarlijkse internationale conferentie Integrated. Deze conferentie koppelde diverse artistieke en ontwerpdisciplines en groeide uit tot een van de toonaangevende conferenties in Europa. Integrated werd eind jaren negentig voorafgegaan door de kleinere conferenties Citype (1997 en 1999).
Daarnaast is hij ook uitgever en redacteur. Hij heeft verschillende teksten geschreven over grafisch ontwerp, over de maatschappelijke positie van ontwerpers en over aanverwante onderwerpen. Van 2005 tot 2014 was hij hoofdredacteur en artdirector van Addmagazine, een internationaal magazine over grafisch ontwerp en typografie, uitgegeven door papierhandelaar Papyrus i.s.m. zijn studio visionandfactory.
In 2024 richtte hij Not.Yet Publishers op, een onafhankelijke non-profit uitgeverij, die de canon van grafisch ontwerp verder wil verdiepen door het publiceren van boeken over grafisch ontwerp, praktijkgericht onderzoek in kunst- en designopleidingen en hybride samenwerkingen waarin de grafisch ontwerper optreedt als initiator en curator.
Deze bijkomende functies maken van Puttaert een van de publieke gezichten van grafisch ontwerp in Vlaanderen en België.

## Think in Colour

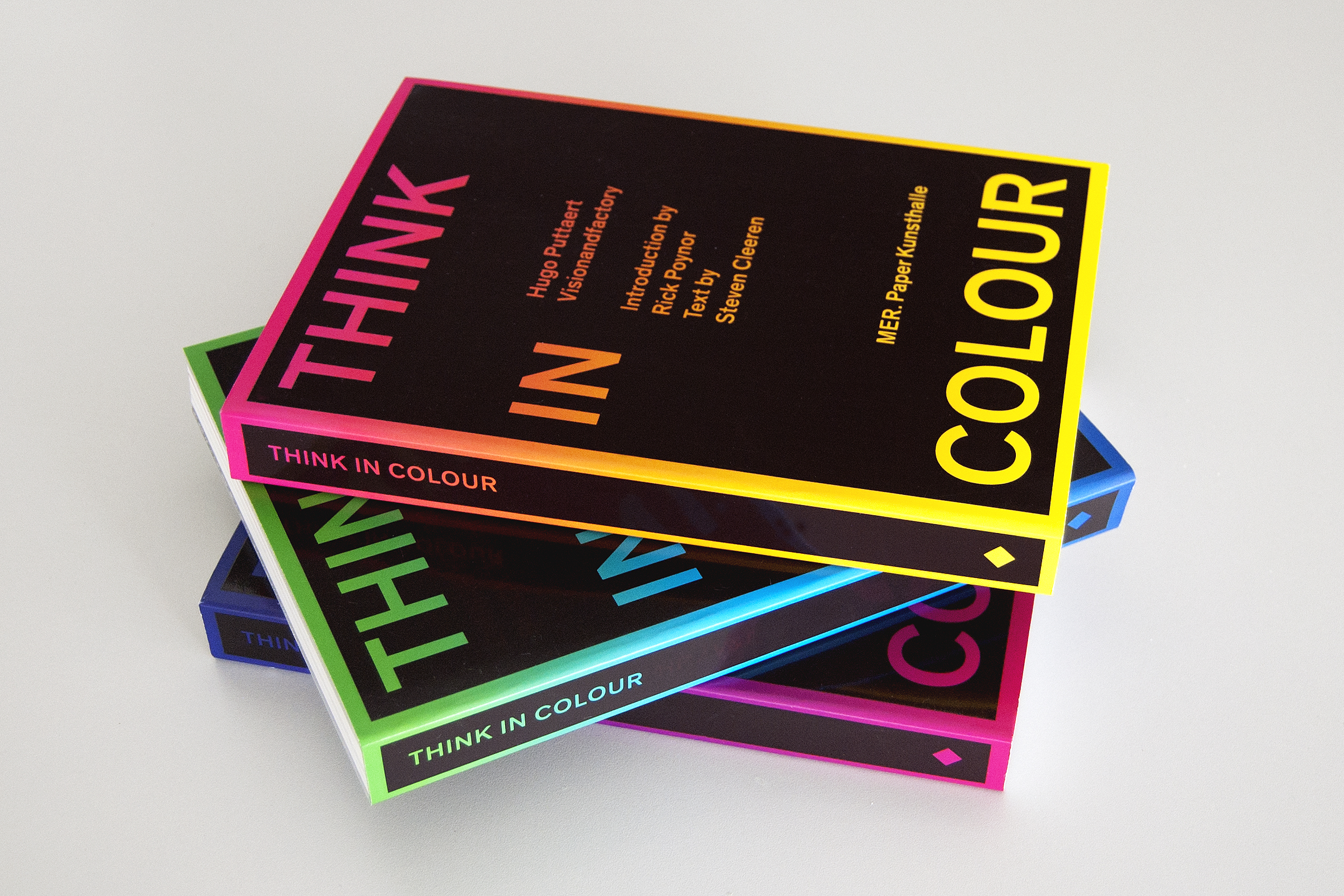
Think in Colour

In 2014 verscheen bij uitgeverij MER. Paper Kunsthalle een boek over zijn werk en dat van zijn studio Visionandfactory, Think in Colour. De inleiding is van de hand van publicist en criticus Rick Poynor. Het boek werd ontworpen door de jonge Zwitserse ontwerper Dimitri Jeannottat. Een bijhorende website geeft meer uitleg bij de opzet en de totstandkoming van het boek. Het boek heeft een technische bijzonderheid: als je de cover verwarmt, dan verschijnt een onderliggende tekst die de titel vervolledigt: Think in Colour, even if you prefer black & white.

## Geometrically Speaking

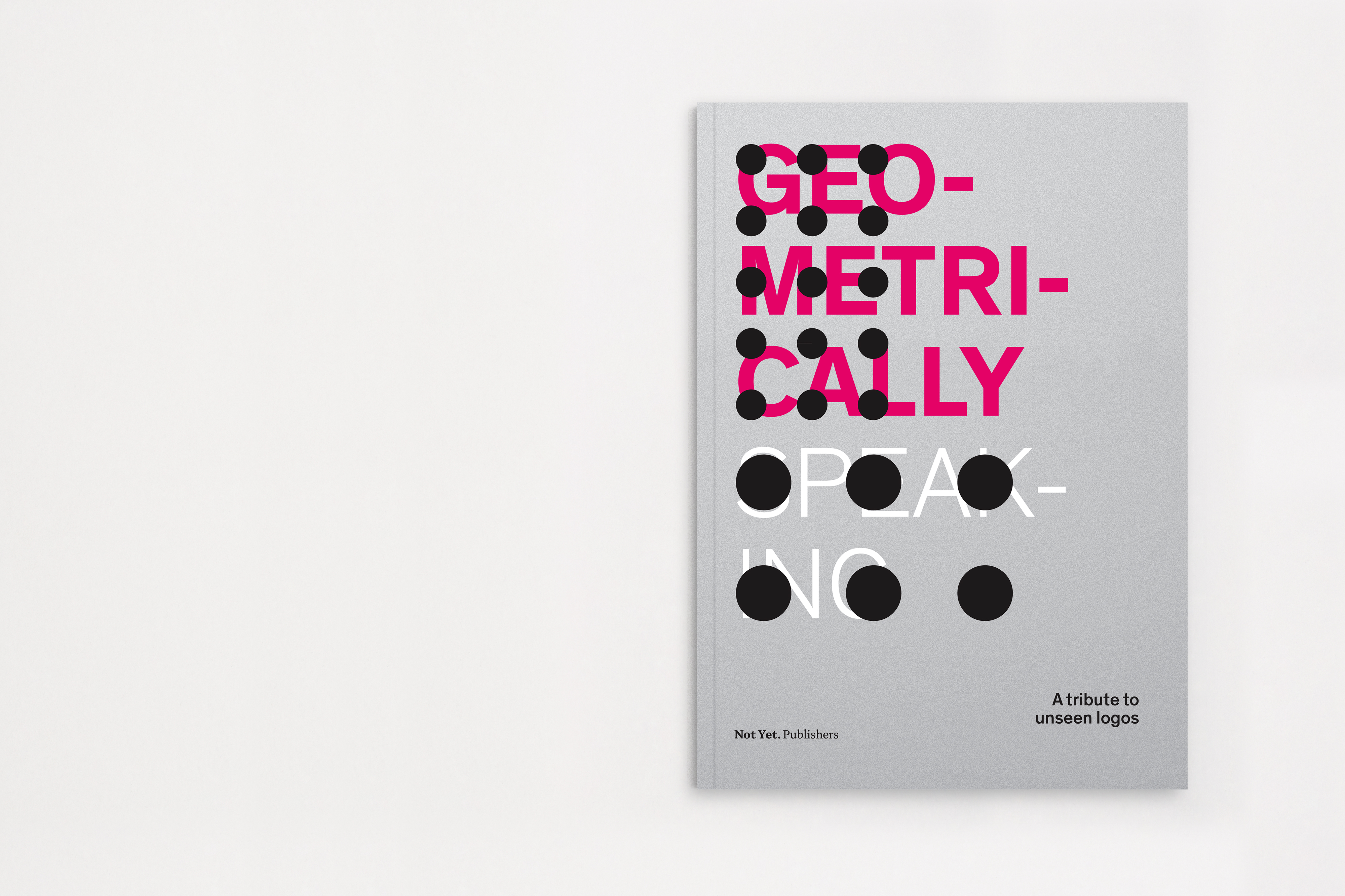
Geometrically Speaking

In 2014 verscheen bij Not Yet. Publishers het boek Geometrically Speaking. Het boek toont bijna duizend logo-ontwerpen van Hugo Puttaert en zijn studio visionandfactory, dat 30 jaar omspant. Het voorwoord werd geschreven door Thomas Crombez. Puttaert schreef het kritische essay The beneficial effect of "no". 

## Werk in de publieke ruimte

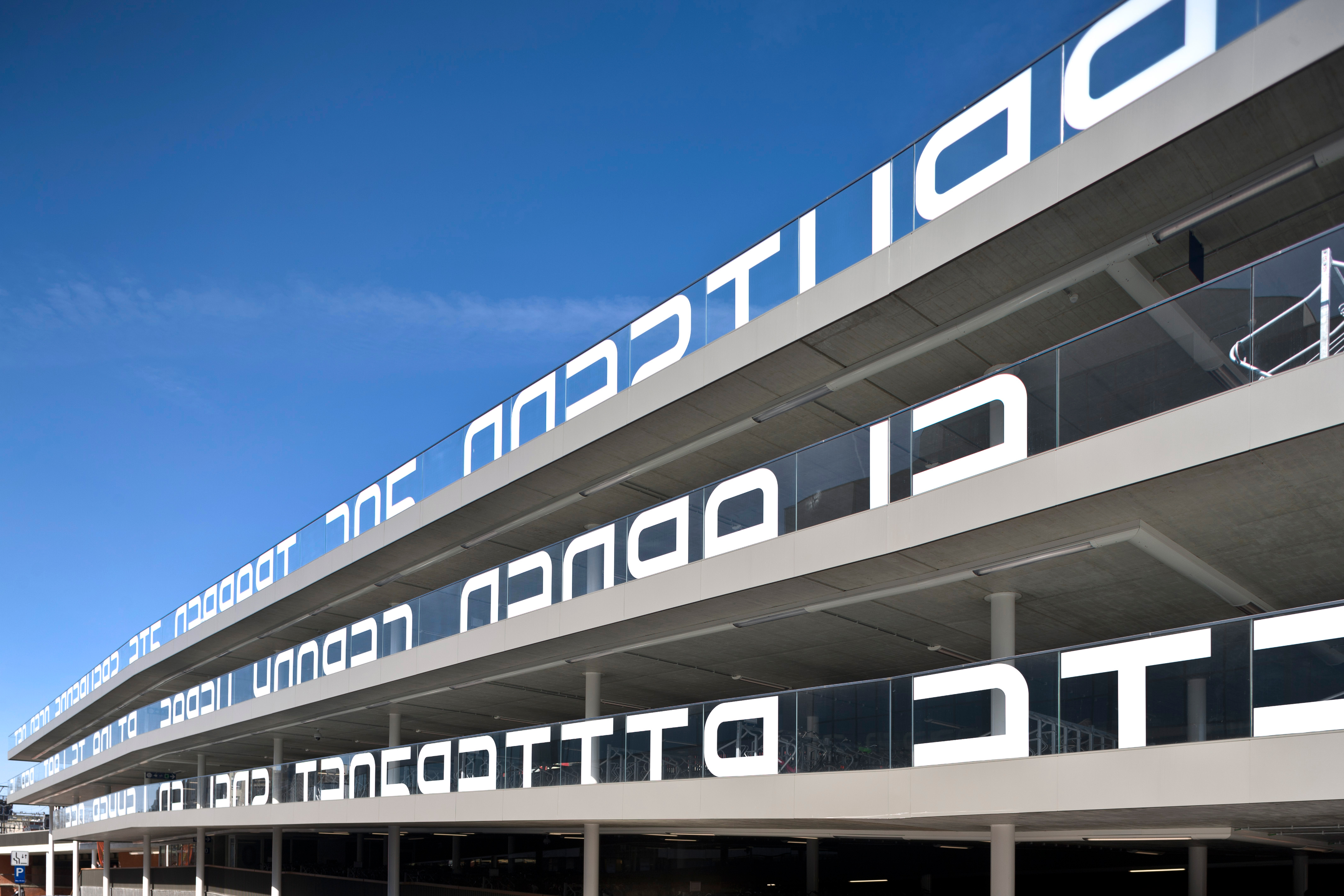
Berchem Folded Sans

In 2015 werd een nieuwe fietsenstalling aan treinstation Antwerpen-Berchem in gebruik genomen. In opdracht van de NMBS en in samenwerking met ontwerper Jelle Maréchal realiseerde Puttaert een typografische ingreep in het gebouw. Het concept van deze ingreep speelt subtiel in op de belevenis van de gebruiker van het fietsparkeergebouw. Enkel binnen in het gebouw zijn de letters leesbaar, omdat het onderste deel van elke letter op de vloer van het gebouw werd geschilderd. Aan de buitenkant zien passanten en automobilisten enkel abstracte tekens. Voor deze opdracht ontwierpen Hugo Puttaert en Jelle Maréchal een monospace-lettertype, de Berchem Folded Sans.